# Liste der Gouverneure von Espírito Santo

Wappen von Espírito Santo

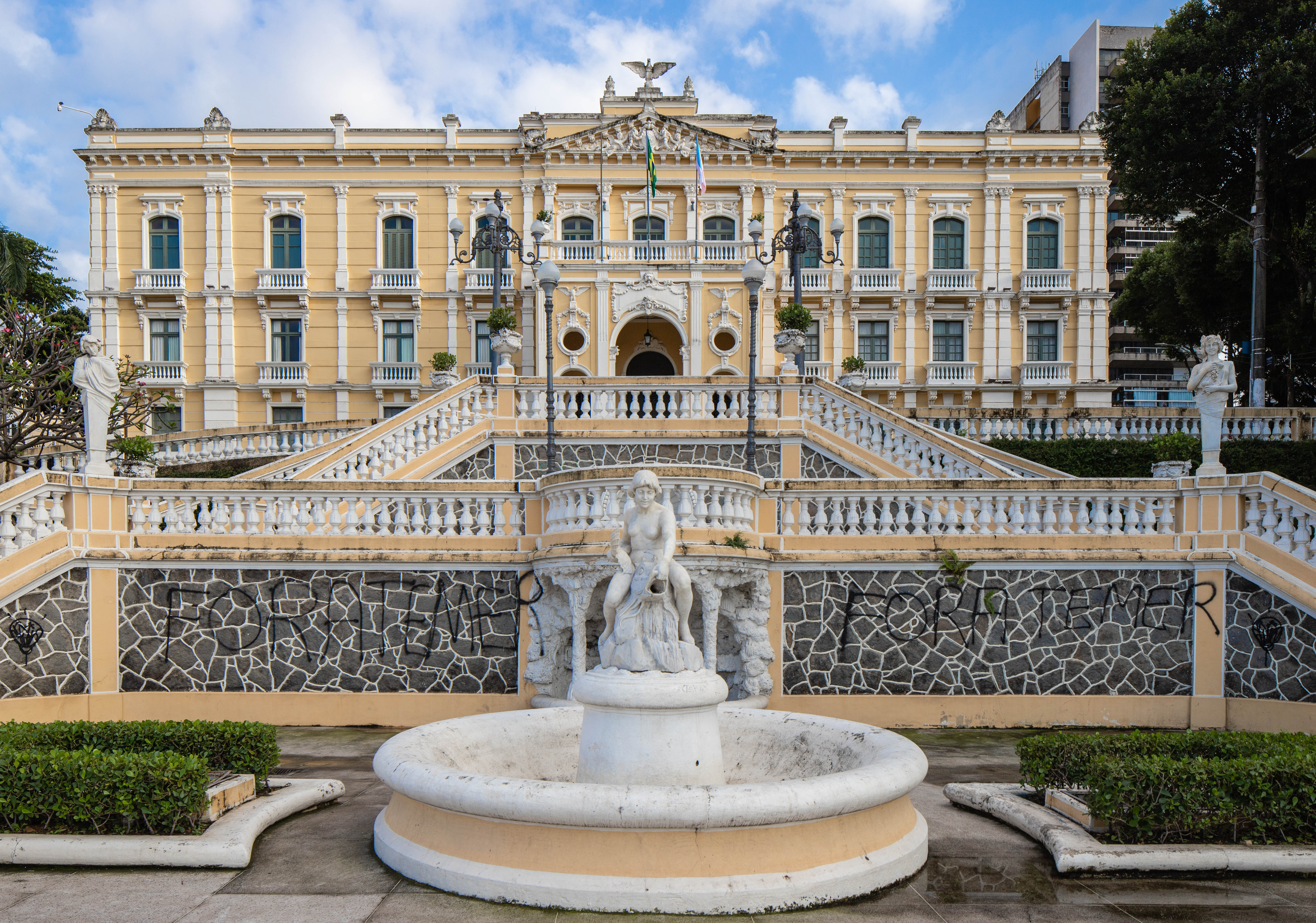
Palácio Anchieta in Vitória

Die Liste der Gouverneure von Espírito Santo gibt einen Überblick über die Gouverneure des brasilianischen Bundesstaats Espírito Santo seit dessen Gründung 1889.
Amtssitz des Gouverneurs ist der Palácio Anchieta in Vitória.
| Nr.   | Name                                        | Beginn der Amtszeit | Ende der Amtszeit |
| ----- | ------------------------------------------- | ------------------- | ----------------- |
| 1     | Afonso Cláudio de Freitas Rosa              | 22. Nov. 1889       | 7. Jan. 1890      |
| 2     | José Horácio Costa                          | 7. Jan. 1890        | 9. Sep. 1890      |
| 3     | Constante Gomes Sodré                       | 9. Sep. 1890        | 20. Nov. 1890     |
| 4     | Henrique da Silva Coutinho                  | 20. Nov. 1890       | 11. März 1891     |
| 5     | Antônio Gomes Aguirre                       | 11. März 1891       | 7. Juni 1891      |
| 6     | Alfeu Adolfo Monjardim de Andrade e Almeida | 7. Juni 1891        | 8. Dez. 1891      |
| 7     | Junta governativa capixaba de 1891          | 8. Dez. 1891        | 3. Mai 1892       |
| 8     | José de Melo Carvalho Muniz Freire          | 3. Mai 1892         | 23. Mai 1896      |
| 9     | Graciano dos Santos Neves                   | 23. Mai 1896        | 23. Sep. 1897     |
| 10    | Constante Gomes Sodré                       | 23. Sep. 1897       | 6. Jan. 1898      |
| 11    | José Marcelino Pessoa de Vasconcelos        | 6. Jan. 1898        | 23. Mai 1900      |
| 12    | José de Melo Carvalho Muniz Freire          | 23. Mai 1900        | 23. Mai 1904      |
| —     | Argeu Hortênsio Monjardim                   | 23. Mai 1904        | 16. Juni 1904     |
| 13    | Henrique da Silva Coutinho                  | 16. Juni 1904       | 23. Mai 1908      |
| 14    | Jerônimo de Sousa Monteiro                  | 23. Mai 1908        | 23. Mai 1912      |
| 15    | Marcondes Alves de Sousa                    | 23. Mai 1912        | 23. Mai 1916      |
| 16    | Bernardino de Sousa Monteiro                | 23. Mai 1916        | 23. Mai 1920      |
| 17    | Nestor Gomes                                | 23. Mai 1920        | 23. Mai 1924      |
| 18    | Florentino Ávidos                           | 23. Mai 1924        | 30. Juni 1928     |
| 19    | Aristeu Borges de Aguiar                    | 30. Juni 1928       | 16. Okt. 1930     |
| 20    | José Armando Ribeiro de Paula               | 16. Okt. 1930       | 19. Nov. 1930     |
| —     | Junta governativa capixaba de 1930          | 19. Nov. 1930       | 22. Nov. 1930     |
| 21    | João Punaro Bley                            | 22. Nov. 1930       | 21. Jan. 1943     |
| 22    | Jones dos Santos Neves                      | 21. Jan. 1943       | 27. Okt. 1945     |
| —     | José Rodrigues Sette                        | 27. Okt. 1945       | 6. Nov. 1945      |
| 23    | Otávio de Carvalho Lengruber                | 6. Nov. 1945        | 27. Feb. 1946     |
| 24    | Aristides Alexandre Campos                  | 27. Feb. 1946       | 8. Juni 1946      |
| 25    | Ubaldo Ramalhete Maia                       | 8. Juni 1946        | 14. Okt. 1946     |
| 26    | Moacir Ubirajara da Silva                   | 14. Okt. 1946       | 29. März 1947     |
| 27    | Carlos Fernando Monteiro Lindenberg         | 29. März 1947       | 31. Jan. 1951     |
| 28    | Jones dos Santos Neves                      | 31. Jan. 1951       | 10. Okt. 1952     |
| 29    | Francisco Alves Ataíde                      | 10. Okt. 1952       | 31. Jan. 1955     |
| 30    | Francisco Lacerda de Aguiar                 | 31. Jan. 1955       | 31. Jan. 1959     |
| 31    | Carlos Fernando Monteiro Lindenberg         | 31. Jan. 1959       | 10. Okt. 1959     |
| 32    | Raul Giuberti                               | 10. Okt. 1959       | 6. Juli 1962      |
| —     | Hélsio Pinheiro Cordeiro                    | 6. Juli 1962        | 5. Aug. 1962      |
| 33    | Asdrúbal Martins Soares                     | 5. Aug. 1962        | 31. Jan. 1963     |
| 34    | Francisco Lacerda de Aguiar                 | 31. Jan. 1963       | 5. Apr. 1966      |
| 35    | Rubens Rangel                               | 5. Apr. 1966        | 31. Jan. 1967     |
| 36    | Cristiano Dias Lopes Filho                  | 31. Jan. 1967       | 15. März 1971     |
| 37    | Artur Carlos Gerhardt Santos                | 15. März 1971       | 15. März 1975     |
| 38    | Élcio Álvares                               | 15. März 1975       | 15. März 1979     |
| 39    | Eurico Vieira de Resende                    | 15. März 1979       | 15. März 1983     |
| 40    | Gérson Camata                               | 15. März 1983       | 14. Mai 1986      |
| 42    | José Morais                                 | 15. Mai 1986        | 15. März 1987     |
| 43    | Max Freitas Mauro                           | 15. März 1987       | 15. März 1991     |
| 44    | Albuíno Cunha de Azeredo                    | 15. März 1991       | 1. Jan. 1995      |
| 45    | Vitor Buaiz                                 | 1. Jan. 1995        | 1. Jan. 1999      |
| 46    | José Ignácio Ferreira                       | 1. Jan. 1999        | 1. Jan. 2003      |
| 47    | Paulo César Hartung Gomes                   | 1. Jan. 2003        | 1. Jan. 2011      |
| 48    | Renato Casagrande                           | 1. Jan. 2011        | 1. Jan. 2015      |
| 49    | Paulo César Hartung Gomes                   | 1. Jan. 2015        | 1. Jan. 2019      |
| 50 51 | Renato Casagrande                           | 1. Jan. 2019        | amtierend         |
| 50 51 | Renato Casagrande                           | 1. Jan. 2023        |                   |